# 东京腔吻鳕
东京腔吻鳕（学名：Coelorhynchus tokiensis）为輻鰭魚綱鱈形目鼠尾鳕科腔吻鳕属的鱼类。分布于日本南部相模湾到鹿儿岛等外海以及东中国海东北部到南部等，属于西北太平洋较大型底层海鱼。其主要生活于水深360-755米海区，生活習性不明。该物种的模式产地在东京附近。